# 升學主義
升學主義是指將“考上好的學校”視為人生出路的思考重心。在這種理念下，中學生和小學生的主要目標就被侷限在唸書準備考試和課業上，造成其他人格發展(如體育和藝術)、自我探索、合作能力和創造力容易遭到漠視。在台灣、香港、中國大陆、南韓、日本等亞洲國家及地區，升學主義的競爭十分常見。為了在激烈競爭嶄露頭角，許多學生將大量課餘時間拿來著重學校體制下的學業，與此同時，在升學競爭中表現不佳者，失去自信，有的甚至要靠反社會的行為來肯定自己。
每逢升学考试前，很多学生和家长出现了考前焦虑、失眠、注意力不集中等情况，心理门诊患者大增。
学校教育课程非常多，为了使学生集中精力学习这些课程，为了不影响升学考试，老师不鼓励课外学习非学校教育规定要学的东西。
在升学主义的指导思想下，人们千方百计都要进入重点大学就读，地方保护主义，当地重点大学为维护本地利益，录取本地考生的比例比其他地区的高。保送生制度，文革时期类似保送制的推荐制，推荐工农兵上清华北大等大学。保送生制度在实际操作中受到人情关系、权力和金钱的影响。这种现象被称为“保权”或“保钱”。导致了中国重点大学就读的学生并非都是全国最顶尖的学生。
一些中学为了上线率，重金收买优等生，吸引这些优等生在高三或者在临近高考时，转校到他们的中学，参加高考，待高考放榜后，纷纷通过媒体宣传他们的学校在高考中取得的辉煌成绩，以提高这些中学在社会上的排名
为了升学，获得更高学位，有学生购买假文凭，来申请报读更高的学位
2025年4月北京协和医学院被媒体披露，于2018年推出临床医学博士培养项目“4+4”模式，即‌4年非医学本科教育+4年医学专业教育‌，用通识教育的理论做借口，认为医生应该掌握除医学外更广泛的知识，引起通识教育与专才教育的争论，民众不认同称，不但浪费了前四年的本科学习，而且通过通识教育理论培养出来的医生医术不过关，该项目更被质疑，是为了权贵快速取得博士学位提供的捷径。

### 著名案例
台湾作家陳平（三毛）是个偏科生，国文学得很好，但數學很差。1955年陳平國二的时候，數學常得零分。至第二學期陳平發現，數學老師每次小考都是課本後面的習題。為了不要留級，陳平將題目背下来，接連六次小考都是滿分。數學老師開始懷疑她作弊。陳平對老師說：「作弊，對我來說是不可能的，就算你是老師，也不能這樣侮辱我。」於是數學老師出了題目叫陳平作答，她得到零分。老師當著全班的同學用毛筆在她的眼睛周圍畫了兩個代表零蛋的大圈羞辱陳平。經此羞辱，陳平第二天在教室昏倒，心理開始出現了嚴重的障礙。在台湾当时相对自由和不太注重文凭的社会环境中，像陈平一样的偏科生尚可以成才，若换成现代通识教育提倡全面发展，升学主义注重升学取得文凭的社会风气，陈平的才华会被扼杀。